# الشاب خالد
الشاب خالد واسمه الحقيقي خالد حاجّ إبراهيم (مواليد 29 فبراير 1960 في حي سيدي الهواري بوهران في الجزائر) هو مغني راي جزائري يحمل الجنسية الفرنسية، يعد من أبرز الأسماء في موسيقى الراي على مستوى العالم. بدأ مسيرته الفنية في سن المراهقة تحت اسم "الشاب خالد"، في تمييز عن "الشيخ" الذي كان يطلق على كبار مطربي الراي التقليدي. لُقب بـ "ملك الراي" بفضل شهرته الواسعة وأعماله التي لاقت نجاحًا عالميًا. من أشهر أغانيه: ديدي، عائشة، عبد القادر يا بوعلام، وسي لا في، كما برزت أغنيته "علاش تعدي" في فيلم "العنصر الخامس".
أصل تسمية الشاب: تعود تسمية "الشاب" إلى بداية عقد الثمانينيات، حيث أُطلقت مسابقة "ألحان وشباب" للمغنين الشباب في التلفزيون الجزائري. ومنحت هذه المسابقة الفائز لقب "شاب"، ليصبح لاحقًا مُسمى يُطلق على جميع مغني الراي.

## حياته الفنية

### السنوات الأولى من حياته
عندما بلغ الرابعة عشرة، أسس خالد أول فرقة موسيقية تحت اسم "الخمسة نجوم" (Cinq étoiles)، مستوحيًا من فرقة "جاكسون فايف". بدأ بتقديم عروضه مع فرقة "أوزا بويز"، التي كانت تجوب وهران لإحياء حفلات الزفاف والغناء في الملاهي الليلية، حيث تعلم فن الراي. وسجل أول أغنية منفردة له بعنوان "طريق الثانوية" (طريڤ الليسي).
في أوائل الثمانينيات، تأثر خالد باستخدام الآلات الإلكترونية، وأصبح أول من أدخل آلة الأورج في موسيقى الراي، مما شجع إدخال آلات عصرية أخرى واستخدام تقنيات استوديو حديثة.

### فترة التسعينات
شهدت الجزائر فترة من الانفتاح السياسي، مما أدى إلى ظهور تيارات ذات مرجعية إسلامية متشددة، وجهت انتقادات حادة للموسيقى والفن، واعتبرتها "مزمارًا من مزامير الشياطين". وقد تركزت الانتقادات بشكل خاص على موسيقى الراي، بسبب تناولها مواضيع اجتماعية واقعية وحساسة مثل الكحول، والعشق، والمال، والرجولة، والتي أحرجت بعض المستمعين في الأجواء العائلية.
ورغم ذلك، استطاع خالد وعدد من فناني الراي تجاوز هذه القيود وتقديم موسيقى أصبحت مقبولة في المنازل، محبوبة من الأجيال القديمة والجديدة على حد سواء. وبتناولهم مواضيع منفتحة تعكس واقع الشباب، لاقت موسيقى الراي استحسانًا كبيرًا وأصبحت وسيلة للتمرد على القيود الاجتماعية.
يقول خالد في إحدى تصريحاته: "من خلال موسيقى الراي، يمكن للناس التعبير عن أنفسهم. علينا خرق المحظورات".
كان فيديو كليب خالد الأول لأغنية "دي دي" يحمل مشاهد جريئة لنساء يرقصن بملابس مثيرة، وهو ما يعتبر تجاوزًا للتقاليد الثقافية العربية والإسلامية. وسرعان ما أصبحت هذه الأغنية بمثابة نقطة تحول، مفجرةً لثورة في عالم الفيديو كليبات والأغاني. وقد زادت شعبيته لدرجة أنه ظهر مع دون واز في برنامج عرض الليلة في 4 فبراير 1993

### الحضور الدولي
في عام 1992، قرر الشاب خالد التخلي عن لقب "شاب" ليصدر ألبومًا باسمه الذي عزز شهرته بين الجاليات العربية في فرنسا وحول العالم. ومع تزايد شعبيته خلال التسعينيات، تعاون مع عدد من نجوم الهيب هوب، وحقق نجاحات كبيرة في فرنسا، الجزائر، المغرب، والعديد من الدول العربية. شكلت أغنيته "دي دي" نقطة محورية في مسيرته؛ فقد لاقت قبولًا واسعًا في الدول الناطقة بالعربية وظهرت في أفلام شهيرة، مثل فيلم بوليوود "شيرمان عاشق" وهوليوود "The Fifth Element" لبروس ويليس. بيع الألبوم بملايين النسخ، منها أكثر من مليون ونصف في أوروبا.
في عام 1999، شارك خالد مع رشيد طه وفوضيل في حفل الشمس 1 و2 و3 في باريس بيرسي، الذي صدر كألبوم حي وحقق مبيعات ضخمة، تجاوزت خمسة ملايين نسخة في عدة أسواق عالمية.
وفي 2008، شارك خالد في مهرجان الفنون العربية بلندن بمناسبة "ليفربول: عاصمة الثقافة الأوروبية لعام 2008"، ثم أطلق ألبوم "الحرية" في 2009 الذي شهد إقبالًا كبيرًا، حيث بيع منه أكثر من ثلاثة ملايين نسخة في أوروبا في أقل من شهر. اعتبر خالد من أكثر الفنانين العرب مبيعًا عالميًا، وقدم عروضًا جماهيرية حصدت عشرات الآلاف من المتابعين.

شهد عام 2012 تعاون خالد مع المنتج العالمي ريدون لإصدار ألبوم جديد يضم 9 أغانٍ بتوزيع حديث، بالإضافة إلى ديو مع بيتبول. حققت أغنية "سي لا في" نجاحًا عالميًا، إذ حصدت 6 ترشيحات لجوائز عالمية وتصدرت قوائم الموسيقى الأوروبية، وحصلت على المركز الأول في مواقع التحميل مثل آيتونز. على الساحة العربية، تربع خالد على مبيعات المغرب العربي ومصر، وحقق شهرة واسعة في دول أخرى.

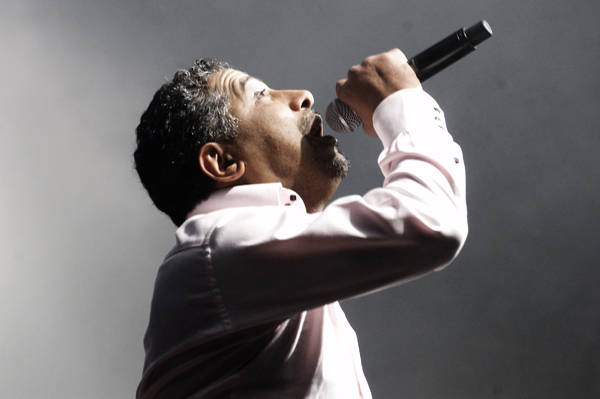
الشاب خالد

## الموضوعات الغنائية

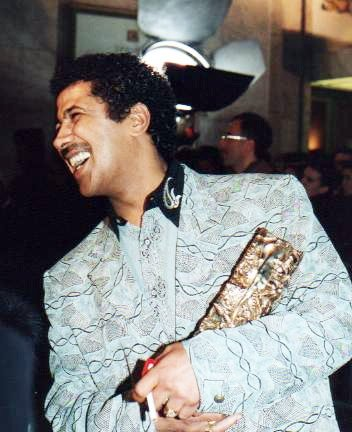

كما هو الحال مع باقي أغاني الراي، يغني خالد عن مواضيع الحب، والحياة الاجتماعية، والجمال، والسلام، بعيدًا عن السياسة. تتميز أغانيه بتناول المشاعر الإنسانية والتجارب اليومية، مما يجعلها قريبة من قلوب الجماهير وتعبّر عن قضايا حياتية يشعر بها الجميع.
تدور كلمات أغنية "عائشة"، التي كتبها كاتب الأغاني جان جاك غولدمان، حول رجل يعبر عن حزنه بسبب عدم اهتمام حبيبته عائشة به، على الرغم من أنه يقدم لها كل ما لديه، بما في ذلك حياته. تظل الأغنية تحتل مراكز متقدمة في تقييم الأغاني في العديد من دول أوروبا الغربية، مما أسهم في جعل الشاب خالد أسطورة في عالم الموسيقى.

في نهاية الأغنية، تُجيب عائشة الرجل بأن عليه الاحتفاظ بكنوزه، لأنها تستحق أكثر من ذلك. تؤكد أنها لا ترغب في العيش في قفص، حتى وإن كان من ذهب، بل تبحث عن المساواة في الحقوق والاحترام، حيث يُمثل ذلك بالنسبة لها الحب الحقيقي.

## أغانيه

### أشهر الأغاني
سجل الشاب خالد العديد من الأغاني الناجحة حققت شهرة عالمية، بعضها جديد كتابة وألحانا، البعض تمت إعادة أدائها وصياغتها بلون ونكهة موسيقية جديدة منها:
- عايشة
- أغنية بوعلام الجيلاني (عبد القادر يا بوعلام)
- ديدي
- ولي لدارك (إرجع إلى دارك)
- وهران وهران

### ألبومات الأستوديو
| تاريخ الألبوم | عنوانه                                | الملحن أو المنتج |
| ------------- | ------------------------------------- | ---------------- |
| 1985          | هادا رايكوم (هذا رأيكم)               | ديسكو مغرب       |
| 1988          | وين الهربة وين (أين المفر أين)        | ديسكو مغرب       |
| 1988          | الكوتشي                               | صافي بوتلة       |
| 1991          | دي دي                                 | يونيفارسال       |
| 1993          | أنسي أنسي                             | يونيفارسال       |
| 1996          | صحراء                                 | يونيفارسال       |
| 1999          | كنزة                                  | يونيفارسال       |
| 2004          | يا رايي                               | يونيفارسال       |
| 2009          | ليبرتي (حرية)                         | يونيفارسال       |
| 2012          | سي لا في (c'est la vie) (إنها الحياة) | ريدوان           |
| 2016          | وحدة بوحدة                            | يونيفارسال       |

### ألبوم حفلات على الهواء مباشرة
- 1998: حفلة
- 1999: 1,2,3Soleils (واحد، اثنان، ثلاثة شموس) مع رشيد طه وفوضيل
- 2000: فرض علينا الحق
- 2010: غنى في حفل افتتاح نهائيات كأس العالم 2010 بجنوب أفريقيا.

### مجموعات الأغانى
- 1991: مجموعة أغاني الشاب خالد
- 1992: مجموعة أغاني الشاب خالد
- 2005: مجموعة أغاني الشاب خالد
- 2005: روح أغاني الراي
- 2005: سنوات موسيقى الراي
- 2006: صلوا على النبي
- 2006: أنا جيت أنا جيت (أنا جئت)
- 2007: أفضل الأغاني

### أغانى فردية
- 1988: من كوتشى
- 1988: صحاب البارود
- 1992: من خالد
- 1992: دي دي
- 1992: Ne m'en voulez pas (لا تؤاخذوني)
- 1993: من أنسي أنسي
- 1993: سربي سربي (أسرع أسرع)
- 1993: "الشابة يا الشابة
- 1994: أنسى أنسى
- 1995: بختا
- 1996: من صحراء
- 1996: عيشة (عائشة)
- 1997: دي دي
- 1997: جا ليوم (جاء اليوم)
- 1997: ولي لدارك (إرجع إلى دارك)
- 1997: ليله
- 1999: من كنزة
- 1999: هو الليل
- 2000: نبيذ الحربة
- 2004: من يا رايي
- 2004: يا رايي
- 2004: زين زينة

لم يفرج عنه في ألبوم:
- 2003: الأرض ترتعش

من فيلم السكان الأصليين (أيام المجد) (2006):
- 2006: يا دزاير (يا الجزائر)
- 2006: البابور (الباخرة أو العبَّارة)
- 2018: وإنت معايا مع (تامر حسني) من البوم (عيش بشوقك)

### شارك في
- 1990: Springtime For The World, (The Blow Monkeys)
  - لا تخاف
- 1992: الصحراء الزرقاء - هيكتور ظاظو
  - امتياز
- 1995: حفل من أجل التسامح - جان ميشال جار, حفل من أجل التسامح - جان ميشال جار
  - ثورة الثورات
  - الدورادو - اليونسكو (السلام الرسمي)
- 1995: دوا تاراتاتا، العديد من الفنانين
  - ديدي مع جوني كليغ
- 1995: شاهدوا السلسلة العالمية، العديد من الفنانين
  - كيبو
  - أنسي أنسي
  - شابة
- 1995: Melon: Remixes for Propaganda, (يو تو)
  - خدر (نحو المزيد من العزة مزيج غناء جيم)
- 1997: يعيش في بيرسي - مزارعي ملين
  - La poupée qui fait non
- 1997: اميلي جولي - العديد من الفنانين
  - Chanson du herisson
- 1997: (Sol En Si (Solidarité Enfants Sida- العديد من الفنانين
  - Mâardi
- 1998: 1 دوار - ألن ستفيل
  - مجموعة (تفهم)
  - جرائم
- 1998: Konfusion, (Ketama)
  - Oasis de los Dioses
- 1999: قصر العدالة - فريمان
  - بلدي
- 1999: قمرين, عمرو دياب
  - ¡يا مادري!
  - Albey
- 2000: بالوفين هوماجيز، العديد من الفنانين
  - العزيزة
- 2000: العديد من الفنانين
  - آن الأوان للتغيير
- 2000: القرن العشرين
  - Emmenez-moi (رافقني)
- 2000: المتاهة - كيرترا
  - راحة والدي
- 2001: الرجال الكبار، الراي يلتقون برجائي، العديد من الفنانين
  - عيش يتحدى الشمس
- 2002: مدينة الأفكار - فينسه أميغو
  - عيون الحمراء
- 2002: الثنائيات - كومباي سيغوندو
  - Saludo A Chango
- 2004: أجير رياجير - جاد الماليح - إيلي شرقاوي - أمينة - يوسو ندور - الابينا - جان جاك غولدمان - صافو - الأميرة اريكا - سونيا لحسين - سميرة سعيد - لام - دانيال ليفى - جيروم كوليت - فوضيل - ادريسا ديوب - مويس نيتومبا (المغنى سابقا في القبلية جام) - كريستوف هيروت - ايف لوكوك-سيسيل دو فرانس
- أجير رياجير
- 2004: حمى الراي وKore & Skalp
  - عودة المصادر
- 2004: طفل البلاد - ريميك
  - دو يدفع الطفل
- 2004: أنقذوا العالم - انزو ايفاتابيل وبوتاري
  - أرقصى معى
- 2005: بلا حدود - كاميرون كارتيو
  - الحناء
- 2006: شريط ديانا 2006 - ديانا حداد
  - ماس ولولى
- 2006 على العنوان (أفضل الأغاني)- الزنجيات الخضروات
  - في مواجهة البحر (مسجلة في عام 1992)
- 2006: حفلة مورينتي في الهمبرا - دي في دي، إنريكي مورينتي
  - المرسم
- 2007: تاكسي 4 (فيلم2007) - ميليسا ليسيت
  - بنتى
- 2007: أرض الناس - براتش
  - بيلوفينجو
  - أرجعى يا ألف ليلة
- 2007: المطار - أندي
  - سلام

### الموسيقى التصويرية
- 1993 Un deux trois soleil (ألبوم: 1 2 3 شمس)
  - من ألبوم انسي انسي:
    - علاش تعدي
    - كبو
    - بختا
    - Les Ailes (الأجنحة)

  - من ألبوم ديدي:
    - Mauvais Sang (دم سيئ)
    - راڤدت
- 1995: الأعمار المتوقعة
  - ديدي
- 1995: حزب الفتيات
  - Les Ailes (الأجنحة)
- 1997: 100٪ عربي
  - وهران وهران
  - Cameleons (حربايات) الشاب مامي
- 1997: فيلم العنصر الخامس
  - علاش تعدي (أغنية ظهر ت في الفيلم، لكنها لم تظهر كموسيقى تصويرية رسمية للفيلم)
- 1999: فيلا مادالينا
  - العربي
- 2000: الأصل المسيطر
  - وانا وانا - آمال أيح
  - دور بيها يا شيباني
- 2002: حقيقة شارلي
  - رغدة
- 2003: اللص الطيب
  - منتصف الليل
- 2004: الجانب الآخر
- 2006: السكان الأصليين (أيام المجد)
  - يا دزيري (إصداران)
  - موت مسعود
  - الحنين
  - على المقبرة
  - البابور
- 2007: تاكسي 4
  - بنتى (عيد) ميليسا ليسيت
  - Même pas fatigué (مجيك سيستم)

## تصوير الأفلام
- 1997: 100% عربي (فيلم)
- 2003: فنون التمثيل والإنتاج

## قائمة بالقراءات متصلة بالموضوع
- 1998: خالد: خلف الإبتسامة

## الجوائز
- 1989 - جائزة أحسن أغنية في فرنسا (يالشابة).
- 1992 - جائزة توب 50 إم تي في أمريكا.
- 1993 - مهرجان البندقية السينمائي الخمسون.
- 1994 - جائزة سيزار لأفضل موسيقى تصويرية لفيلم - 1، 2 و3 شمس.
- 1995 - انتصارات الموسيقى (أفضل فنان لهذه السنة).
- 1997 - جوائز مهرجان موسيقى العالم - (ألبوم الصحراء).
- 1997 - انتصارات الموسيقى (أفضل أغنية لهذا العام) (عائشة).
- 1998 - جائزة أوسكار الموسيقى التصويرية لفيلم العنصر الخامس.
- 1998 - جائزة إم تي في الأوربية.
- 1999 - جوائز مهرجان موسيقى العالم - الشموس 1 و2 و3 (مع رشيد طه وفوضيل).
- 2005 - جوائز R3 - جوائز ال بي بي سي للموسيقى العالمية - (الفائز في منطقة الشرق الأوسط وشمال أفريقيا).
- 2005 - مهرجان مونتريال الدولي لموسيقى الجاز (أنطونيو كارلوس - جائزة جوبيم).
- 2005 - جرامي الجام (أفضل دويتو مع كارلوس سانتانا).
- 2005 - تخيلات الشعوب وسجلات الدولييون - (التمكين للجائزة، لنشر رسالة السلام).
- 2006 - جائزة مهرجان البحر الأبيض المتوسط للإبداع.
- 2008 - جائزة دتش فيرستي - الأكاديمية الألمانية للموسيقى.
- 2009 - جائزة ا ام أي الأمريكية لأفضل فيديو كليب (خالد ومجيك سيستم).
- 2009 - جائزة بيج ابل موسيقى العالم كأفضل فنان عربي مبيعا في أمريكا.
- 2012 - جائزة كورا أوارد في ساحل العاج كأحسن مغني شمال أفريقي[12]
- 2013 - جائزة انتصارات الموسيقى كأفضل فنان وأفضل أغنية في فرنسا (سي لافي).
- 2013 - جائزة موركس دور كأفضل أغنية عالمية عن أغنيته (سي لافي) ونال جائزة أفضل فنان عربي عالمي أيضاً.

## وصلات خارجية
- شاب خالد على موقع IMDb (الإنجليزية)
- شاب خالد على موقع الموسوعة البريطانية (الإنجليزية)
- شاب خالد على موقع ألو سيني (الفرنسية)
- شاب خالد على موقع ميوزك برينز (الإنجليزية)
- شاب خالد على موقع أول موفي (الإنجليزية)
- شاب خالد على موقع قاعدة بيانات الأفلام السويدية (السويدية)
- شاب خالد على موقع أول ميوزيك (الإنجليزية)
- شاب خالد على موقع ديسكوغز (الإنجليزية)
- شاب خالد على موقع قاعدة بيانات الفيلم (الإنجليزية)
- شاب خالد على موقع كينوبويسك (الروسية)
- مقالة عن الشاب خالد بقلم بول تنجين